# Johannes Hahn
Johannes Hahn (Viena, 2 de desembre del 1957) és un polític austríac, membre del Partit Popular d'Àustria i actual Comissari Europeu de Política Regional.

## Biografia
Estudià a la Universitat de Viena on aconseguí doctorar-se en Filosofia el 1987. Dos anys després, començà a treballar en diverses empreses austríaques. Abandonà aquests càrrecs per exercir funcions de director administratiu del Partit Popular d'Àustria de Viena. Deixà aquestes funcions el 1997 en ser nomenat membre del consell d'administració de Novomatic AG, de la qual fou posteriorment president. Abandonà aquestes funcions el 2003.

### Vida política
Presidí la secció de Viena de les Joventuts del Partit popular austríac (ÖVP) del 1980 al 1985. Fou director administratiu de l'ÖVP a Viena entre el 1992 i el 1997 i es convertí en regidor de l'Ajuntament de Viena el 1996. Fou portaveu del partit en els afers relacionats amb la salut.
El 2002, fou elegit vicepresident de l'ÖVP vienès. Dos anys després, ocupà la presidència interina el 2004 i després fou elegit per al càrrec en un congrés celebrat el 24 de juny del 2005.
Ocupà un escó al govern regional de Viena com a ministre sense cartera del 26 de novembre del 2003 a l'11 de gener del 2007, quan Johannes Hahn fou nomenat ministre de Ciència i Investigació al govern de coalició dirigit per Alfred Gusenbauer.
Posteriorment fou revalidat per a aquest càrrec el 2 de desembre del 2008 al govern de Werner Faymann, al qual s'uní el càrrec de ministre de Justícia fins al 15 de gener del 2009. El 27 d'octubre següent fou nomenat comissari europeu en substitució de Benita Ferrero-Waldner i amb l'afegit de la cartera de Política Regional un mes després.

#### Ministre de Ciència i Investigació

##### Altes escoles especialitzades
Sota el comandament de Hahn, el parlament aprovà el 4 de juliol del 2007 una llei sobre la remuneració igualitària dels titulats a les altes escoles especialitzades i d'aquells universitaris en l'estatus general de la funció pública, assimilant així tots els titulats en el sector públic. A més, es creà el rang de «professor extraprofessional» com a categoria autònoma en la llei federal de les altes escoles i aconseguí un augment del pressupost d'aquestes escoles.

##### Mesures per la igualtat
Amb les «mesures de visibilitat» del ministeri de Ciències i Investigació el 2008, desitjava fer visible al gran públic el gran nombre de dones en la ciència i en la investigació. Les mesures comprenien formació pels mitjans i que aquests insistissin en les activitats científiques realitzades per dones. A més, inicià diversos programes per la promoció de dones i així aconseguir progressos ulteriors en les comissions de nomenament o Berufungskommissionen. Per realitzar aquests objectius relatius a la promoció de les dones, nomenà a l'octubre del 2009 dues científiques a càrrecs de direcció: Sabine Ladstätter a l'Institut Arqueològic Austríac (ÖAI) i Irene Forstner-Müller al capdavant de l'oficina auxiliar d'aquest institut al Caire.

##### Espai d'investigació Àustria
A l'octubre del 2008, després de dos anys de construcció, Hahn inaugurà el nou centre de biotecnologia de la Universitat de Ciències Agronòmiques de Viena (BoKu), el Vienna Institute of BioTechnology (VIBT). D'aquesta manera, la BoKu disposà de 24.000 m² pel seu treball a escala internacional en la investigació universitària i privada, el desenvolupament i la formació. Hahn considerava el VIBT com a espai essencial per la ciutat com a pol d'investigació.
El 2009 marcà l'inici de la tercera fase del GEN-AU, el programa austríac d'investigació sobre el genoma que estava subvencionat pel ministeri amb 100 milions d'euros fins al 2012. Els 58 projectes de les dues primeres fases produïren unes 350 publicacions científiques i aproximadament 30 patents. Entre els científics que hi participaren hi havia Giulio Superti-Furga, Josef Penninger i Rudolf Zechner. En el marc de la tercera fase, l'accent es posà en els apropaments biològics sistemàtics. Segons ell, GEN-AU s'establí com a motor de la competitivitat de la investigació avançada austríaca (Spitzenforschung).
En el sector del clima, reivindicà, a expenses de les ciències aplicades i de la investigació econòmica, més mitjans independents i, en conseqüència, perdurables per la ciència bàsica i la ciència d'adaptació.

##### Foment de la investigació científica
El 2007, el ministeri llançà un nou programa de missatge amb el nom de «Sparkling Science», l'objectiu de què era aconseguir interessar els adolescents com més aviat millor en la ciència i la investigació. En els projectes del programa, els adolescents coneixien científics de renom per ocupar-se junts dels camps d'investigació actius. En els més de 100 projectes menors i majors, escolars, universitaris i científics desenvoluparen conceptes d'investigació. Fins al 2009, 13.000 escolars han gaudit del programa en el qual el ministeri ha invertit més de 8 milions d'euros.

##### Llarga nit de la ciència
Després d'una pausa de diversos anys, Hahn rellançà la «Llarga nit de la ciència» el 2008 per transmetre al públic més entusiasme i informació sobre la investigació i donar una plataforma als científics.

##### Premis a l'Excel·lència
El 2008, creà un «Premi a l'Excel·lència» («Award of Excellence») destinat a les millors investigacions del país, per homenatjar el treball dels joves científics i fer-los més coneguts entre el gran públic.

##### Llibres científics de l'any
Amb l'elecció anual del millor llibre científic de l'any, Hahn i els llibreters austríacs llançaren una iniciativa a la tardor del 2007 per millorar la imatge i, en conseqüència, la comunicació dels assoliments i èxits científics.

##### Premi Wittgenstein
Mantingué la tradició de concedir el premi Wittgenstein, el premi científic més important d'Àustria, que, en ser el premi amb millor dotació del país, atrau sempre l'atenció dels mitjans.

#### Relacions internacionals

##### Adhesión a l'OES
Des de fa trenta anys, els astrònoms austríacs han intentat aconseguir suport de la classe política austríaca per adherir-se a l'Observatori Europeu Austral. Van fracassar la majoria de vegades a causa de la incomprensió dels polítics sobre la investigació bàsica. El juliol del 2008, Hahn aconseguí l'adhesió d'Àustria com a catorzè membre. Hahn estimà que la decisió era la més important de la política d'investigació en els últims vint anys, no només pels astrònoms, sinó que també pels físics, els matemàtics, 
els informàtics i les empreses d'alta tecnologia se'n beneficiarien. Un quart de les despeses d'adhesió foren coberts per la cessió d'alta tecnologia, programari i savoir faire.

##### Intercanvi internacional
Àustria manté relacions científiques intenses amb la Xina, considerat un dels països més ambiciosos en el camp de la investigació. Durant la seva visita al setembre del 2009, Hahn emfatitzà la importància de l'associació científica. Amb 26 associacions científiques, Àustria és el país europeu més ben interconnectat amb una de les millors universitats xineses, la Universitat Fudan de Xangai, només superat pels Estats Units i el Japó.

##### Sortida de la CERN
Després de les negociacions al Parlament sobre el pressupost científic el 2009-2010, anuncià al maig del 2009 la seva intenció de posar punt final a l'afiliació a l'Organització Europea per a la Recerca Nuclear a partir del 2010 per raons econòmiques. El pagament anual de 16 milions d'euros a la CERN representava el 70% dels fons destinat a la investigació, fons que, segons Hahn, podien utilitzar-se millor en altres projectes de cooperació científica per millorar l'excel·lència nacional i la competitivitat internacional, en altres camps com les ciències socials, les ciències humanes, la biologia, la medicina, la ciència dels materials, la física i l'astronomia. Aquest anunci suposà forts crítiques de científics nacionals o internacionals, entre els quals es trobaven premis Nobel, i inquietà també la CERN a causa de les seves conseqüències potencials. Segons la comunitat científica austríaca, aquesta mesura suposava, a mitjà i llarg termini, una amenaça a la ciència bàsica en la física de partícules. El projecte de teràpia contra el càncer «MedAustron», situat a la ciutat de Wiener Neustadt, es veuria compromès per aquesta sortida. El 28 de maig del 2009, el canceller Werner Faymann posà fi al debat pronunciant-se en contra de la sortida de la CERN.

#### Art i ciències
Després de donar suport a la investigació dels museus, Hahn presentà a la tardor del 2009 el programa d'ajuda «forMuse», amb dos milions d'euros de dotació. Dels vuitanta-dos projectes presentats en total, se'n realitzaren onze en una primera fase. la prioritat fou pels projectes dels grans museus, com la col·lecció antropològica del Museu d'Història Natural, l'anàlisi dels danys pel coure en els manuscrits de la Biblioteca Nacional o l'expropiació de cotxes pel règim nazi al Museu Tècnic de Viena. En una segona fase, es realitzaren més petits projectes.

#### Desenvolupament de les beques
Realitzà dues esmenes a la llei relativa a les beques que fixava un import de vint milions d'euros de despeses addicionals en un any en beques. Amb un pressupost total de 199,5 milions d'euros, s'aprovaren 49.500 beques pel curs 2008-2009. Des del 2000, les despeses dedicades a beques han passat de 105 milions d'euros a prop de 200 milions.

#### Finançament de la investigació
Hahn proposà una llei sobre el finançament de la ciència i la investigació per determinar el pressupost científic de l'estat federal fins al 2020. En conseqüència, la despesa pública per la investigació i el desenvolupament passà de 2.500 milions d'euros a 5.000 milions fins al 2020. D'aquesta forma, es pretenia augmentar la confiança en la investigació i en el desenvolupament per assegurar a Àustria un lloc en el camp de la investigació. Hahn exigí un esforç comú de tots els ministeris i destacà la importància de la política d'ensenyament com a condició prèvia per crear un camp d'investigació competitiu.

### Nomenament a la Comissió Europea

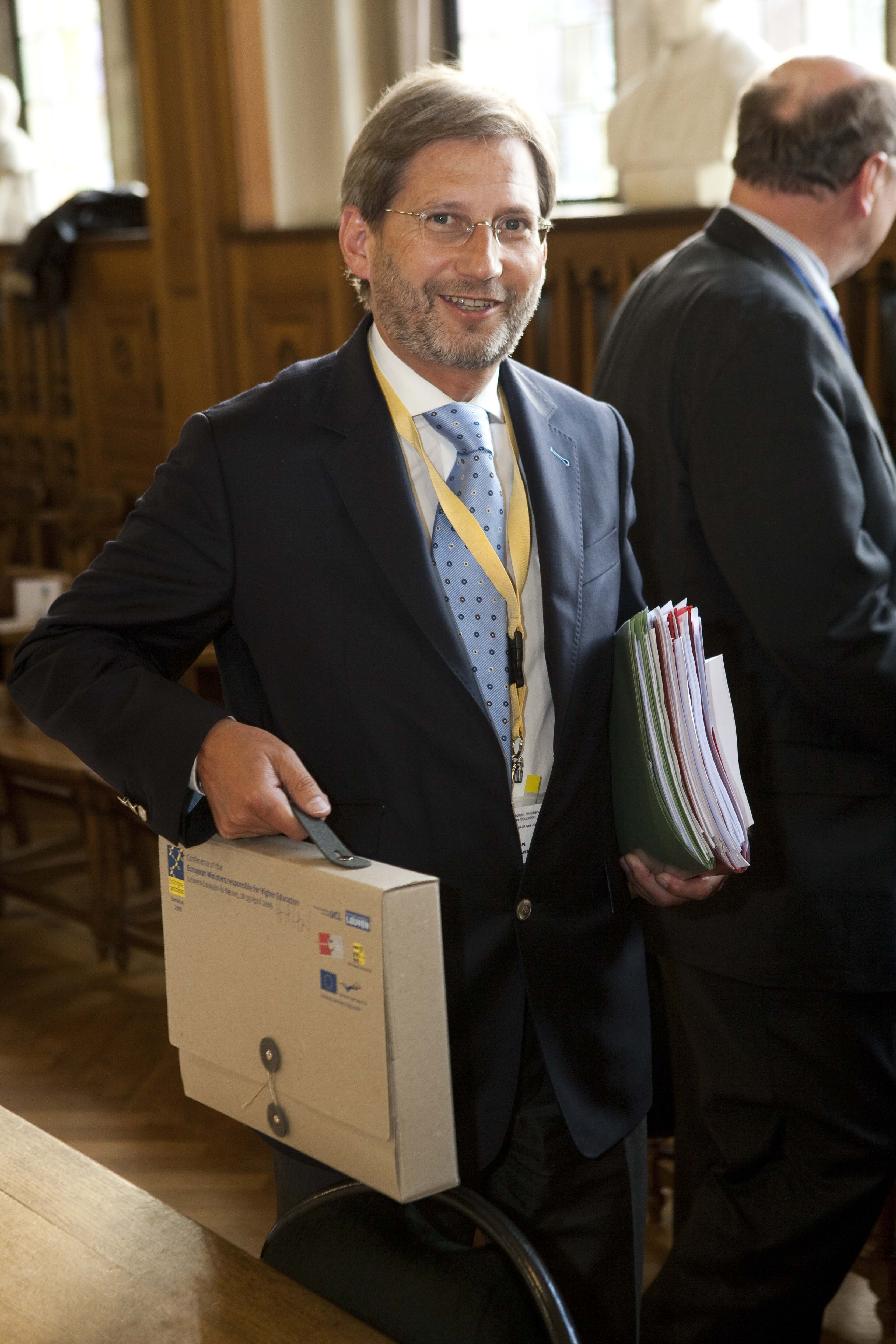
Johannes Hahn el 2009

El 27 d'octubre del 2009, succeí a Benita Ferrero-Waldner com a comissari europeu austríac. Aquest nomenament fou confirmat per la comissió central del parlament austríac el 5 de novembre. José Manuel Durão Barroso anuncià que ocuparia la cartera de Política Regional el 27 de novembre. El 9 de febrer següent, fou investit i prestà jurament l'endemà.